# Universalismo (iglesia)

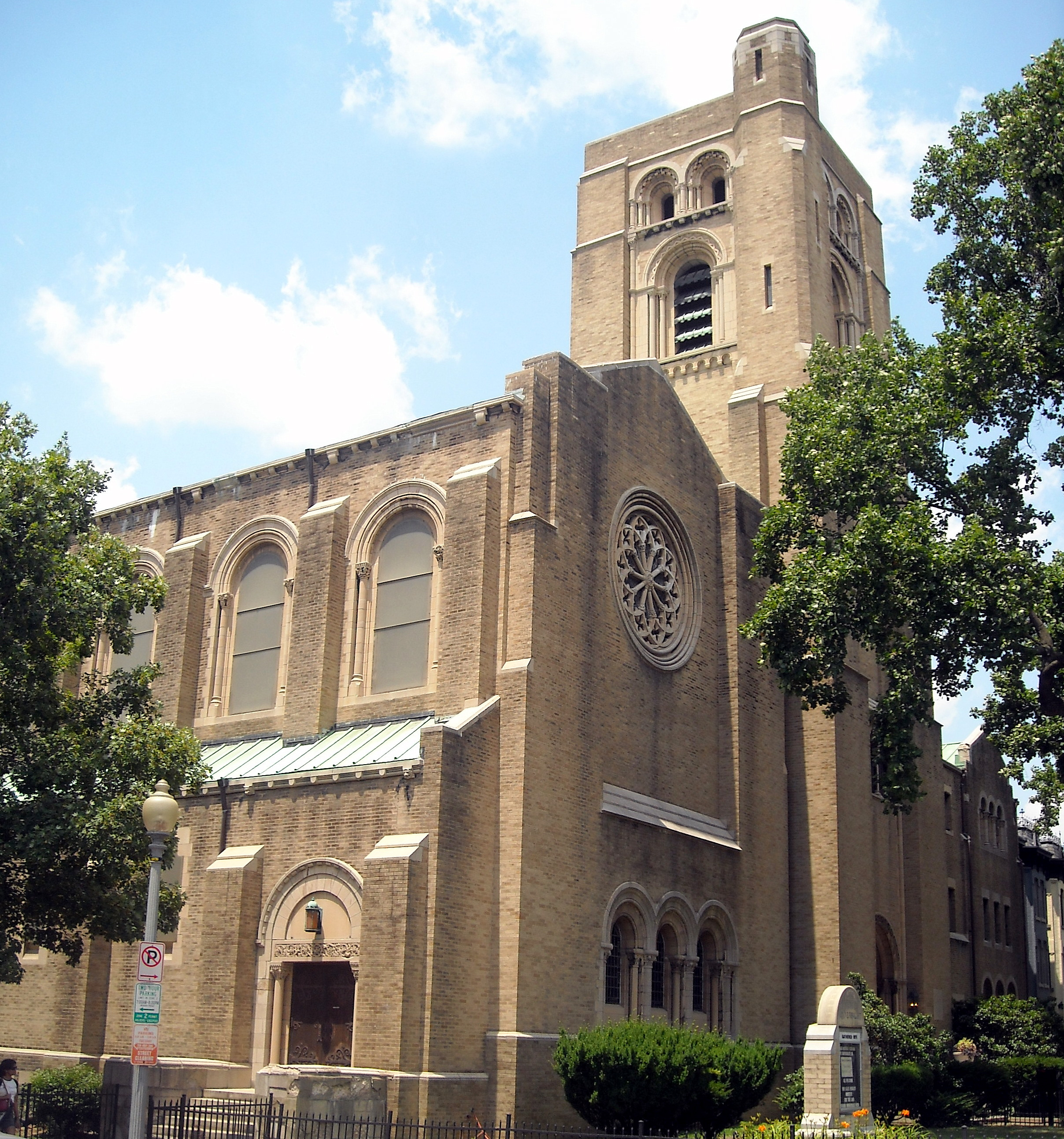
Universalist National Memorial Church en Washington D. C..

El universalismo es una rama liberal del cristianismo, que adoptó una estructura eclesiástica en Estados Unidos dentro del ámbito protestante, mientras que ha existido en otras iglesias como creencia individual. Afirma la salvación universal (de ahí el nombre), en contraposición a la doctrina del infierno y la condenación eterna.

## El universalismo en Orígenes de Alejandría
Los primeros teólogos cristianos que desarrollan un tipo de teología universalista son los pertenecientes a la escuela de Alejandría, entre los que destaca Orígenes. El universalismo de Orígenes se basa en el concepto de apocatástasis, o restauración final de todas las cosas en la Unidad divina en el fin de los tiempos. La doctrina origenista fue condenada en diversos concilios regionales de Asia en el siglo V.

## Primeros universalistas modernos
Fue en Estados Unidos donde el universalismo se desarrolló como una denominación independiente, con estructura y organización propias. 
Los universalistas estadounidenses se fusionaron con los unitarios para formar la Asociación Unitaria Universalista en 1961.

## Universalismo clásico y contemporáneo
El universalismo clásico se definió por ser una doctrina que postulaba la salvación universal.
Actualmente se designa también como universalismo la creencia de que puede haber diversos caminos dadores de vida o vías de salvación en diferentes tradiciones y prácticas religiosas, técnicamente designada como pluralismo salvífico.